# Paul Friedrich Ernst Ehrlich

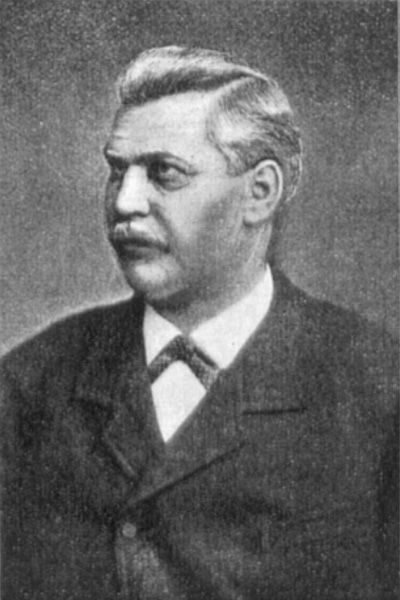
Paul Ehrlich

Paul Friedrich Ernst Ehrlich (* 21. März 1849 in Reudnitz bei Leipzig; † 17. Januar 1925 in Leipzig) war ein deutscher Klavierbauer und Konstrukteur mechanischer Musikinstrumente in Leipzig.

## Leben
Paul Ehrlich war der Sohn des Bäckers Friedrich August Ehrlich (1824–1866) und seiner Ehefrau Auguste Pauline, geborene Gentzsch (1828–1895). Einige Kinderjahre verbrachte er in Döbeln. Wieder in Leipzig, erlernte er den Beruf des Klavierbauers und arbeitete bei den Firmen Morgenstern & Kotrade sowie Julius Blüthner. Nach seiner Teilnahme am Deutsch-Französischen Krieg 1870/71 war er in der Klavierbauerfirma Irmler tätig.
Von Jugend an der Technik und speziell der Mechanik zugetan – die ja auch Grundlage des Klavierbaus ist – wandte er sich bald den selbständig spielenden Musikinstrumenten zu. Auf der Basis der 1802 von Joseph-Marie Jacquard erfundenen Lochbandsteuerung von Webstühlen beruhend, war 1847 ein Patent für ein lochbandgesteuertes Musikinstrument erteilt worden. Dieses Patent nutzend machte sich Ehrlich selbständig und begann 1876 zusammen mit einer Hilfskraft mit dem Bau der sogenannten Organette. Von einem Endloslochband abgetastet, wurden über eine Mechanik angesteuert Stahlzungen mittels Druckluft aus einem Blasebalg angeblasen, der über eine Handkurbel betätigt wurde. 
Der zu dieser Zeit einsetzende hohe Bedarf einfacher, von breiten Kreisen zu erwerbender Musikautomaten brachte ihm schnellen wirtschaftlichen Erfolg. 1877 gründete er die Firma Paul Ehrlich & Co., die 1880 in die Aktiengesellschaft Fabrik Leipziger Musikwerke vormals Paul Ehrlich  & Co. AG überging. Beschäftigte der Betrieb 1879 65 Arbeiter, so waren es 1885 bereits 500 mit entsprechender Erweiterung der Produktionsstätten. Ehrlich errichtete mehrere Stiftungen für seine Angestellten und Arbeiter und organisierte auch eine Heimarbeitsmöglichkeit für Witwen, Waisen und Körperbehinderte.

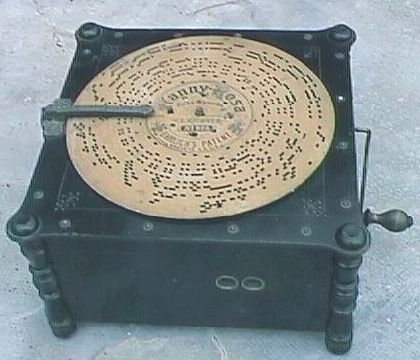
Ariston

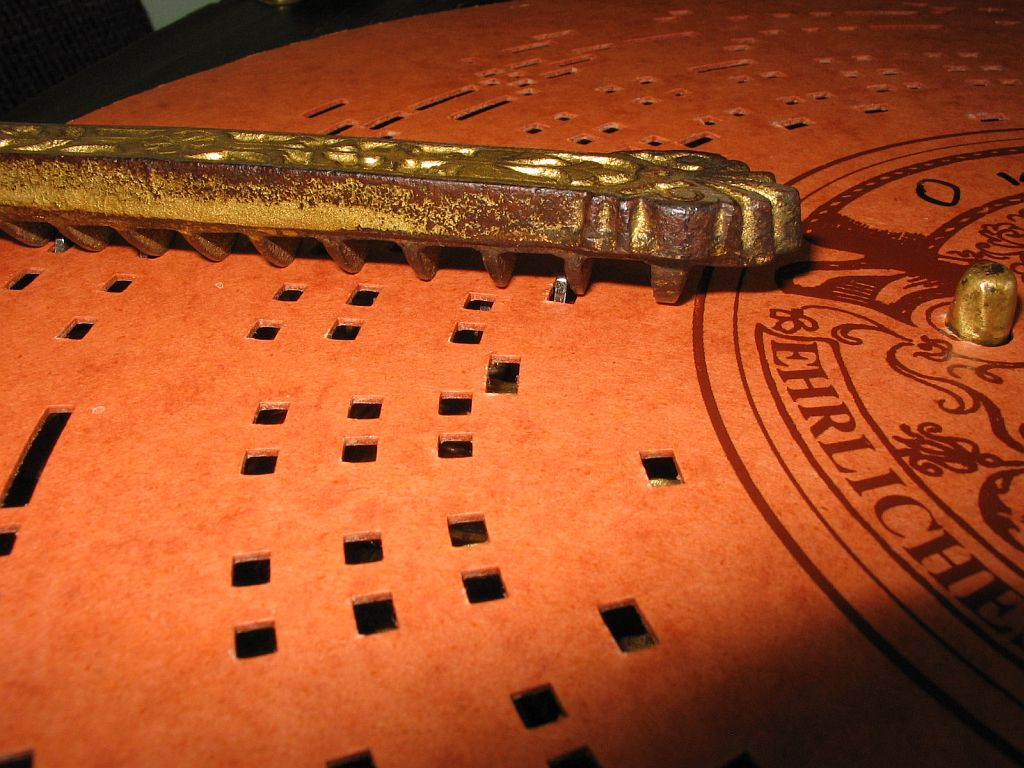
Ehrlich-Notenplatte

Von seinen 37 Patenten auf mechanische Musikinstrumente dürfte das erste das wichtigste gewesen sein. 1882 ersetzte er das Papierband durch eine runde gelochte Scheibe aus Pappe, die leichter auszuwechseln war als das Lochband. Die nach diesem Prinzip gebauten Instrumente nannte er Ariston.  
Anlässlich der Teilnahme an der internationalen Wiener Musik- und Theaterausstellung 1892 schrieb die Zeitschrift für Instrumentenbau über die Ehrlichsche Firma:
„Diese bedeutende und hervorragende Firma, die auf dem Gebiete moderner mechanischer Musikwerke als erste und älteste in Deutschland mit Recht gilt, hat überaus reich und mannigfaltig ausgestellt als Beweis der Vielseitigkeit ihrer Tätigkeit. Den technischen Direktor der Fabrik und Begründer derselben, Herrn Paul Ehrlich, kann man in gewissem Sinne als den Grundsteinleger der Deutschen Musikwerke-Industrie bezeichnen, denn erst nach seiner Erfindung der durchlochten Notenscheibe begann diese Industrie in Deutschland aufzuleben und sich zu ungeahnter Blüthe zu entwickeln.“
1894 konnte die Herstellung des dreihunderttausendsten Aristons gefeiert und auf über sechs Millionen verkaufte Notenscheiben verwiesen werden.
Die Leipziger Musikwerke fertigten auch andere Musikautomaten, wie Aristonette, Daimonoin, Helikon, mechanische Klaviere
und Vorsetzer zum automatischen Spiel normaler Klaviere. Ab 1886 kamen auch Instrumente ohne Selbstspiel-Einrichtung dazu: Orgeln, Tasten-Hackbretter, Klaviere, Klaviatur-Zithern und Harmoniums.
Die erfolgreiche Alleinvertretung beim Vertrieb der Produkte der Leipziger Musikwerke hatte die Firma von Matthäus Grob, bis es 1887 zu einem Zerwürfnis über das Urheberrecht für einen Vorsetzer kam, denn der anfängliche Handelsbetrieb Grob hatte inzwischen auch eine eigene Produktion begonnen. Ehrlich hielt trotz Verbesserungen bei der Konkurrenz – die Firma Lochmann verwendete z. B. haltbarere Blech- statt Pappscheiben – an seinen Produkten fest, und nach 1895 gab es praktisch keine Neuentwicklung mehr.
Die Konkurrenz war breit aufgestellt, darunter der aus der Firma Grob hervorgegangene spätere Branchenriese, die Ludwig Hupfeld AG. So kam es 1904 zur Liquidation der Leipziger Musikwerke. Fusionsversuche mit anderen Firmen blieben erfolglos. Die ehemaligen Produktionsstätten der Leipziger Musikwerke in der Möckernschen Straße 29–33 in Leipzig-Gohlis wurden im Zweiten Weltkrieg zerstört und während der DDR-Zeit teilweise mit einem Wohnblock bebaut.

## Familie
Paul Ehrlich hatte 1873 die ebenfalls 1849 geborene Amalie Auguste Gümpel geheiratet. Das Ehepaar hatte sieben Töchter und einen Sohn, Curt, der bereits 1888 starb. Nach dem Ruin der Firma und dem Tod seiner Frau 1908 war Ehrlich einsam und verarmt. Er starb 1925 an einer Lungenentzündung. Freunde und ehemalige Fachkollegen mussten seine Arztrechnung und seine Bestattung bezahlen.
Paul Ehrlich hatte einen Bruder Emil, der zunächst in den Leipziger Musikwerken als Werkführer tätig war. Kurz vor dem Konkurs der Musikwerke gründete er 1904 die Firma Ehrlichs Musikwerke Emil Ehrlich. Er stellte Vorsetzer her und Instrumente, die dem Ariston seines Bruders ähnlich waren. Bereits 1909 wurde aber das Konkursverfahren eröffnet. Anschließend betrieb er eine Reparaturwerkstatt für mechanische Musikinstrumente.

## Auszeichnungen
- 1881 „Ehrenvolle Erwähnung“ auf der Gewerbe- und Industrie-Ausstellung 1881, zu Halle a/S.
- 1883 „Silber“ für Orchestrionetten auf der Colonial-Ausstellung Amsterdam
- 1897 „Königlich sächsische Staatsmedaille“ auf der  Sächsisch-thüringischen Industrie- und Gewerbeausstellung „für die Begründung einer neuen und bedeutenden Industrie, die Fabrikation von Musikwerken mit auswechselbaren Noten“